# Anjelica Huston
Anjelica Huston (Santa Monica, Kalifornija, SAD, 8. srpnja 1951.) je američka glumica. 

## Mlade godine
Anjelica Huston se rodila kao dijete redatelja Johna Hustona i Enrice Somae, talijanske balerine. Odrasla je većinom u Irskoj, gdje je pohađala školu za djevojke Kylemore Abbey, i Engleskoj. Prvi film u kojem je nastupila zvao se je “Sinful Davey” iz  1969., iako njen otac nije htio da postane glumica, a kasnije se bavila i manekenstvom. Te godine njena je majka poginula u prometnoj nesreći.

## Karijera
Upoznala je Jacka Nicholsona te je započela ljubavnu vezu s njim od 1973. Njena glumačka karijera imala je uspone i padove; nastupila je u maloj cameo ulozi u hvaljenoj drami “Let iznad kukavičjeg gnijezda”, zatim u “Poštar uvijek zvoni dvaput”, da bi onda nekoliko godina izbivala s velikih ekrana. 1985. njen otac režira krimi dramu “Čast Prizzijevih” s njom u sporednoj ulozi. Za tu ulogu je osvojila Oscara te je tako obitelj Huston postala prva obitelj u povijesti koja je osvojila tu nagradu tijekom tri generacije (osim nje, osvojio ju je i njen otac John Huston te njegov otac Walter Huston), te je dugo bila i jedina obitelj sve dok Sofia Coppola 2003. nije također osvojila Oscara (prije jet u nagradu osvojio njen otac Francis Ford Coppola i njegov otac). 
Anjelica je nastupila i u posljednjem filmu svojeg oca, “Mrtvi” iz 1987. Te godine umro je i njen otac. Kasnije je nastupila u popularnoj komediji “Obitelj Addmas” i njenom nastavku, humornoj drami “Obitelj čudaka” i “Panika pod morem” koje je režirao Wes Anderson. Za mini seriju “Iron Jawed Angels” je osvojila Zlatni globus, a okušala se kao i redateljica u filmovima „Bastard Out of Carolina“, “Agnes Browne” i “Riding the Bus with My Sister”.
1989. je prekinula s Jackom Nicholsonom kada je otkrila da ju je varao. 1992. se udala za kipara Roberta Grahama, s kim živi u Los Angelesu.

## Izabrana filmografija
- 1975. - Let iznad kukavičjeg gnijezda
- 1976. - Posljednji tajkun
- 1981. - Poštar uvijek zvoni dvaput
- 1984. - Ovo je Spinal Tap
- 1985. - Čast Prizzijevih – osvojen Oscar;  nominacija za BAFTA-u i Zlatni globus
- 1989. - Zločini i prekršaji nominacija za BAFTA-u
- 1989. - Neprijatelji: ljubavna priča – nominacija za Zlatni globus i Oscara
- 1990. - Varalice – nominacija za Zlatni globus i Oscara
- 1991. - Obitelj Addams - nominacija za Zlatni globus
- 1998. - Buffalo ‘66
- 2001. - Obitelj čudaka
- 2004. - Panika pod morem

## Vanjske poveznice
- IMDb profil
- Anjelica Huston fan site
- Galerija slika Anjelice Huston  Arhivirana inačica izvorne stranice od 22. prosinca 2008. (Wayback Machine)
- Anjelica Huston site sa vijestima o glumici